# Eliza Parsons
Eliza Parsons (nascida Phelp ) (1739 - 5 de fevereiro de 1811) foi uma romancista gótica inglesa, conhecida pelos trabalhos de The Castle of Wolfenbach (1793) e The Mysterious Warning (1796). Estes dois livros estão incluídos nos sete títulos góticos das leituras recomendados por uma das personagem do romance Northanger Abbey, de Jane Austen .

## Vida
A vida de Eliza Parsons tem sido objeto de muita especulação, mas a maioria dos investigadores concorda que ela nasceu em 1739.  A certidão de batismo de Parsons é datada de 4 de abril de 1739. Eliza nasceu em Plymouth, Devon, sendo a única filha de John Phelp, um comerciante de vinhos, e sua esposa Roberta Phelp.  Ela cresceu no seio de uma família próspera e se tornou numa jovem bem educada do século XVIII. Com cerca de 21 anos, Eliza casou-se com James Parsons, um destilador de terebintina, da cidade vizinha de Stonehouse, em 24 de março de 1760. Tiveram três filhos e cinco filhas.
Por volta de 1778-1779, quando o negócio de terebintina de Parsons sofreu um declínio como resultado indireto da Guerra da Independência Americana, a família mudou-se para um subúrbio de Londres. Sr. Parsons investiu todo o seu dinheiro no comércio em declínio de terebintina,  e por cerca de três anos, o padrão de vida da família voltou ao nível pré-Revolução Americana. Em 1782, no entanto, um incêndio veloz e devastador irrompeu num dos seus armazéns e destruiu tudo o que o Sr. Parsons possuía. O que o fez assumir um cargo no escritório do Lord Chamberlain .
Vários meses antes do incêndio no armazém, o filho mais velho dos Parsons morreu na Jamaica, imediatamente após a sua promoção a capitão dos Royal Marines. James Parsons, devido ao luto, aos reveses da sua fortuna nos negócios, assim como à deterioração da sua saúde, sofreu um derrame paralisante. James viveu por mais três anos até sofrer um segundo derrame fatal em 1797. O segundo filho mais velho de Eliza também morreu no exército. Em 1803, uma das suas filhas morreu, e em 1804 morreu também o seu filho mais novo.
Sozinha com uma família para sustentar, Eliza começou a escrever romances para ganhar dinheiro. No decurso da sua carreira que foi de 1790 a 1807, ela escreveu 19 romances e uma peça, num total de 60 volumes. No entanto, ela praticamente não tinha dinheiro. Entre 1793 e 1803 ela recebeu 45 guinéus do Royal Literary Fund e também trabalhou no Royal Wardrobe .  Ela morreu a 5 de fevereiro de 1811, aos 72 anos em Leytonstone em Essex. Sobreviveram-lhe quatro filhas casadas.

## Escrita gótica feminina

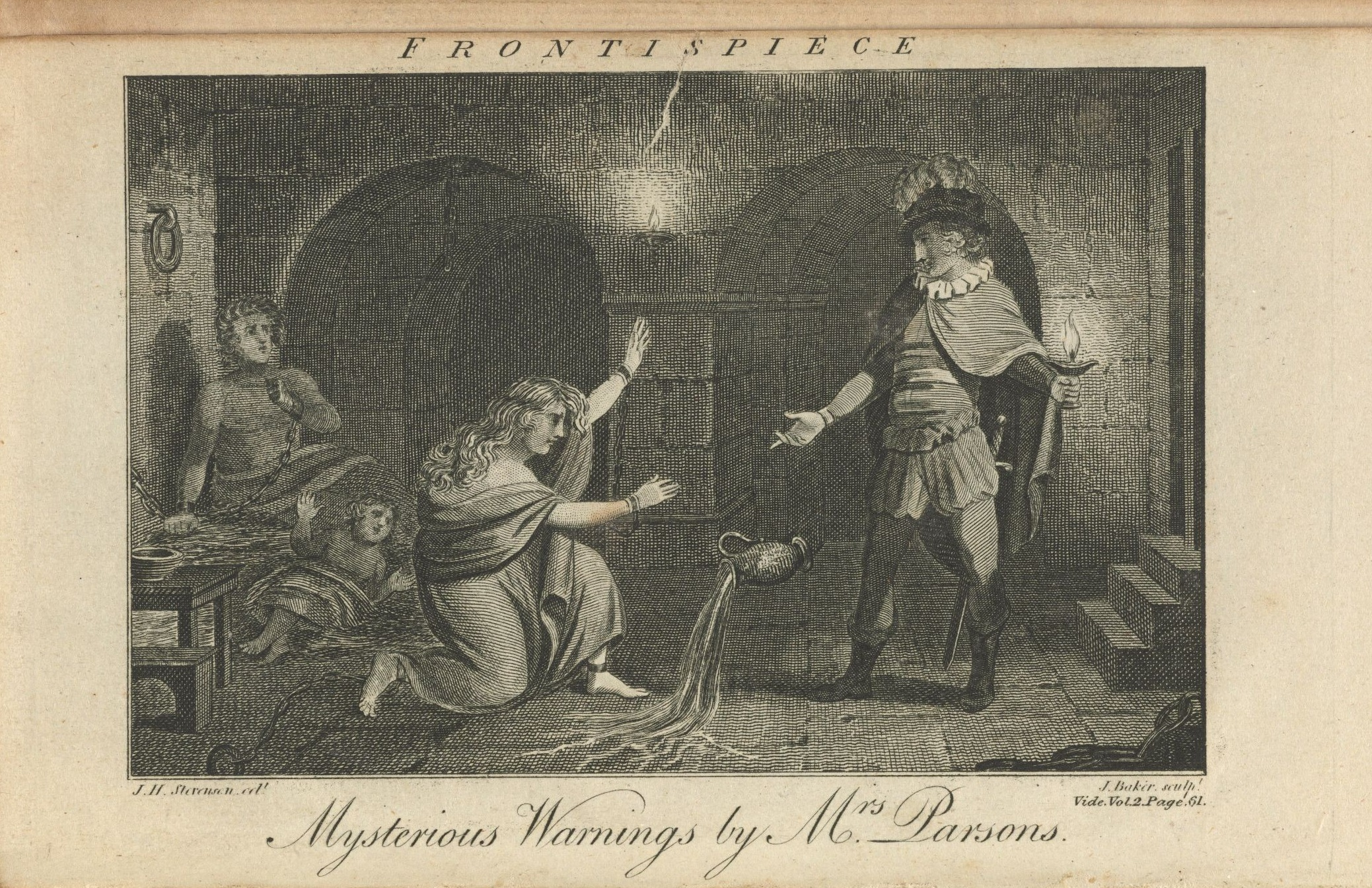
Frontispício do Aviso Misterioso, 1796

Parsons dedicou-se à escrita gótica, que era um gênero altamente popular na época.   Os críticos frequentemente afirmavam que suas obras eram mal escritas e desorganizadas. Parsons era uma protestante profundamente religiosa, que acreditava que os bons eram recompensados e os maus punidos, o que transparece em suas obras. Seu primeiro romance, The History of Miss Meredith, foi escrito em 1790, ano da morte de seu marido. O seu trabalho mais conhecido O Castelo de Wolfenbach foi escrito em 1793, num período em que a Inglaterra e a França começavam a se afastar dos casamentos arranjados. O Castelo de Wolfenbach retrata essa ideia, em conjunto com a defesa de uma forte família patriarcal e o respeito pela classe média em vez dos valores  aristocraticos.  Outros romances dela incluem Women as They Are (1797) e The Valley of Saint Gotthard (1799).  Parsons revela características femininas na escrita gótica ao descrever uma heroína a lutar por uma herança, enquanto finge ser vulnerável e inocente. 
Dois dos romances de Parsons, The Castle of Wolfenbach e The Mysterious Warning (1796), figuram entre os sete romances horríveis que Catherine Morland recomenda a Isabella Thorpe no capítulo 6 de Northanger Abbey de Jane Austen. Esses títulos foram considerados fictícios até dezembro de 1912.  Os críticos disseram que não é por acaso que as obras de Ann Radcliffe não foram nomeadas e que duas das obras de Parsons foram. Muitos dos romances de Parsons tinham prefácios que pareciam atrair a simpatia dos leitores, pela sua situação infeliz, e faziam-nos desculpar a sua falta de talento. Os críticos consideraram que O Castelo de Wolfenbach e O Aviso Misterioso tiveram desajeitados e demasiado simplistas finais felizes. 

## Trabalho
1. ↑  Diane Hoeveler, editor of the Valancourt Books edition of The Castle of Wolfenbach, claims Parsons was born in 1748 and died aged 63.
2. ↑  K. Morton (2003): New Biographical Material on Eliza Parsons. Notes & Queries, 50 (2), pp. 223–224. Retrieved from Humanities International Complete database.
3. ↑  Varma, Devendra P. Introduction to The Mysterious Warning. London: Folio Press, 1968.
4. ↑  Morton, K. (2003).
5. ↑  Diane Hoeveler, Introduction to The Castle of Wolfenbach, Kansas City, Valancourt Books, 2007.
6. ↑  Varma, Introduction
7. 1 2  Varma, Introduction.
8. 1 2 3  E. Parsons (2007): The Castle of Wolfenbach. D. L. Hoeveler, ed., Kansas City, MO: Valancourt.
9. 1 2  Virginia Blain and Patricia Clements and Isobel Grundy, ed. The Feminist Companion to Literature in English: Women Writers from the Middle Ages to the Present. Yale University Press, 1990 p. 835.
10. ↑  ODNB entry
11. ↑  Valancourt Books (n. d.) Retrieved March 10, 2010. Arquivado em 19 maio 2009 no Wayback Machine
12. ↑  M. Mulvey-Roberts, ed. (1998): The Handbook to Gothic Literature. New York: University Press.
13. ↑  F. S. Frank, D. H. Thomson and J. G. Voller, eds (2002): Gothic Writers: A Critical and Bibliographical Guide. Westport, CT: Greenwood Press.